# Vasyl Stefanyk
Vasyl Semenovych Stefanyk (em ucraniano:  Василь Семенович Стефаник;14 de maio de 1871 - 7 de dezembro de 1936; Galícia, Ucrânia) foi um escritor, político e ativista social ucraniano. Foi estudante de medicina na Universidade de Cracóvia. Desde o ano de 1908 até o colapso do Império Austro-Húngaro, serviu como membro do parlamento austríaco, eleito como substituto à Volodmyr Okhrymovych. Em 1971, foi construída uma estátua em sua homenagem em frente à biblioteca científica da Academia Ucraniana de Ciência. Há também um museu memorial em sua homenagem.